# 通常の経路
通常の経路（つうじょうのけいろ、英: Usual channels）は、イギリス政府と野党の院内幹事との間で使われるイギリスの政治の用語である。この用語は、本質的に、イギリス議会の各会期で可能な限り多くの業務を確実に行うために、2つの政党が協力することを指す。
「通常の経路」における交渉は毎日行われ、院内幹事長の個人秘書のような公務員が重要な役割を果たしている。彼らは議会でどのように時間を使うかを決め、2010年イギリス総選挙の前に、特別委員会の構成と委員長を決めた。
2002年に、ハンサード協会は、「Opening Up The Usual Channels」という題名のレポートを発表して、このシステムが他の立法府で使用されているように正式な「Business Committee」に置き換えられた場合、庶民院は透明性が向上して恩恵を受けると結論付けた。2006年に、ユニヴァーシティ・カレッジ・ロンドンの憲法ユニットも同様の提言を行った。
2009年に、イギリス議会議員経費スキャンダルを受けて、臨時の「庶民院改革」特別委員会、すなわちライト委員会が、庶民院改革のために設立された。レポートの提言には、en:Backbench Business Committeeの設立と特別委員会の委員長の選挙を含み、「通常の経路」の業務方法を根本的に変えるものだった。
2010年5月の総選挙の後、6月にBackbench Business Committeeが設立され、週に1日、責任持って庶民院の業務を決めている。また、初めて、特別委員会の委員長が庶民院全体の秘密投票によって選出され、特別委員会の委員が各党派内で選出された。